# Ryan Harrison (cầu thủ bóng đá, sinh năm 1985)
Ryan Harrison (sinh ngày 6 tháng 12 năm 1985) là một thủ môn bóng đá người Anh từng thi đấu cho Golden Arrows ở Premier Soccer League của Nam Phi.
Anh là con trai của cầu thủ Mark Harrison.